# Chintamanrao Dhundirao Patwardhan
Chintamanrao Dhundirao Patwardhan noto anche come Appasaheb Patwardhan (Sangli, 14 febbraio 1890 – Sangli, 11 febbraio 1965) è stato un principe indiano.
Fu Raja di Sangli dal 1903 al 1948.

## Biografia
Chintamanrao Dhundirao nacque il 14 febbraio 1890 a Sangli da Vinayakrao Bhausaheb. Il secondo raja di Sangli, Shrimant Dhundiraj Chintamanrao, era morto senza eredi maschi il 12 dicembre 1901, e Vinayakrao Bhausaheb, che era il nipote adottato come figlio di Shrimant Chintamanrao Appasaheb I (primo raja di Sangli), venne prescelto quale suo successore. Alla sua morte, il 15 giugno del 1903, gli successe il figlio Chintamanrao Dhundirao. Il giovane principe stava ancora studiando al Rajkumar College di Rajkot, e dopo il termine dei suoi studi poté governare autonomamente venendo ufficialmente investito dei poteri principeschi il 2 giugno 1910, per mano del capitano Birk (che era stato nominato amministratore dello stato durante l'adolescenza del principe). Il 26 giugno 1910 sposò Saraswatibai, figlia di Moropant Vishvanath Joshi di Amaravati, che si batté per la causa dei diritti delle donne in India. Chintamanrao fu un monarca innovativo e introdusse diverse riforme nello stato. Nel 1932 venne elevato dall'amministrazione britannica al rango di raja e nel 1938 ottenne il rango onorifico di capitano dell'esercito britannico in India.
Siglò l'annessione all'Unione Indiana il 19 febbraio 1948, ponendo fine all'esistenza del suo stato che così venne unito all'India moderna.
Morì nella sua città natale nel 1965.

## Onorificenze

### Posizioni militari onorarie
| Forza militare      | Unità    | Posizione | Anno |
| ------------------- | -------- | --------- | ---- |
| British Indian Army | Esercito | Capitano  | 1938 |